# 《A》BEGINNING
『《A》BEGINNING』（エー・ビギニング）は、日本のアイドルグループ・Aぇ! groupの1作目のシングル。2024年5月15日にユニバーサルミュージックより発売された。

## 概要
タイトル「《A》BEGINNING」は、直訳すると「これから」という意味であるが、「a beginning（出発点）」という意味と「ここから始まるAぇ! group」というダブルミーニングになっている。表題曲「《A》BEGINNING」の他、関西ジュニア時代の楽曲「Firebird」「+You」「純情パスファインダー」も音源化された。
2024年3月16日、京セラドーム大阪にて開催された単独では初となるファンミーティング「Aぇ! group Aッ倒的ファン大感謝祭 in京セラドーム大阪 〜みんなホンマにありがとう〜」において、5月15日に本楽曲でCDデビューすることがメンバーより発表され、翌17日の公演にて、本楽曲がファンの前で初披露された。3月18日より、各ECサイトで予約がスタート。
本シングルを引っ提げ、5月25日より全国8都市をまわるアリーナツアー「Aぇ! group Debut Tour 〜世界で1番AぇLIVE〜」を開催し、全32公演で37万人規模を動員した。

## リリース
初回限定盤A（CD+DVD）、初回限定盤B（CD+DVD）、通常盤（CDのみ）に加え、UNIVERSAL MUSIC STORE限定盤（CD+PHOTO BOOK）の4形態で発売された。

### 特典
先着先付け特典
- 初回限定盤A - 先着先付け特典A：フォトカード（A6）
- 初回限定盤B - 先着先付け特典B：クリアポスター（A4）
- 通常盤 - 先着先付け特典C：トレカ3種セット
- UNIVERSAL MUSIC STORE限定盤 - 先着先付け特典D：ステッカー（A6）

封入特典
全形態に「応募用シリアルコード」が封入されており、期間中に応募すると、抽選で「《A》BEGINNING」発売記念イベント&ハイタッチ会に参加できる。詳しい場所や時間は、当選者のみに通知される。
- 7月1日（月）：東京都内某所 第1部・第2部
- 7月2日（火）：大阪府内某所 第1部・第2部

## 収録曲
クレジット出典

### CD
1・2曲目は全形態共通。

#### 通常盤
1. 《A》BEGINNING [3:54]
作詞：Ryosuke Kawashima、作曲：RYOSAKUMA、編曲：RYOSAKUMA・大西省吾
2. Aぇ! LAND [3:34]
作詞：Seiji Takagi・Peach、作曲：Ichiro Iguchi・Seiji Takagi・Peach、編曲：Ichiro Iguchi・Peach
賑やかでわくわくするようなポップチューン[24][25]。
3. +You [4:02]
作詞：Ryosuke Kawashima、作曲・編曲：RYOSAKUMA
  - MBS・TBS系情報番組『サタデープラス』テーマソング[26]

「歌」を堪能できる楽曲で、5人がアンサンブルで歌い紡ぐ[25]。
4. 純情パスファインダー [3:41]
作詞：Ryosuke Kawashima、作曲・編曲：RYOSAKUMA
  - 小島健・浅川梨奈W主演 読売テレビドラマDiVE『帰ってきたらいっぱいして。』主題歌[27]

#### 初回限定盤A
1. 《A》BEGINNING
2. Aぇ! LAND
3. しあわせもん。 [4:02]
作詞：ERECA、作曲：pw.a・ERECA、編曲：pw.a
人懐っこいメロディと美しいハーモニーが際立つミディアムソング[25]。

#### 初回限定盤B
1. 《A》BEGINNING
2. Aぇ! LAND
3. WANT!! [3:21]
作詞・作曲：栗原暁・前田佑、編曲：前田佑

#### UNIVERSAL MUSIC STORE限定盤
1. 《A》BEGINNING
2. Aぇ! LAND
3. +You
4. Firebird
新録バージョンを収録[13]。

### DVD

#### 初回限定盤A
約30分収録。
- 「《A》BEGINNING」Music Video & Making Video

#### 初回限定盤B
- ｢Aッ倒的ファン大感謝祭 in 京セラドーム大阪 〜みんなホンマにありがとう〜｣
メンバーがCDデビューを発表した場面や関西ジュニアの面々も登場したアンコールなど[29]、2024年3月16日公演の模様をフルサイズで収録[13]。また、3月17日公演でサプライズ披露された「《A》BEGINNING」の初パフォーマンス映像も、当初は収録予定になかったものの急遽収録された[30]。なお、冒頭15分の映像は、5月6日にアーカイブ無しの1回限りでプレミア公開された[31]。
  - セットリスト[22]
    1. Aッ!!!!!!
    2. バンバンッ!!
    3. ロマンティック
    4. アホ新世界
    5. Firebird
    6. Aッ倒的格付けアンケート - 企画コーナー[32]
    7. 名脇役
    8. YSSB
    9. White Love
    10. V.I.P.
    11. Oh Yeah!
    12. 君からのYELL
    13. ボクブルース
    14. 関西アイランド
    15. 《A》BEGINNING

## 楽曲解説
本楽曲は、決意表明ともとれる歌い出しから始まる、シンセサイザーによる派手なアレンジを施されたロック調のサウンド、硬い音質ながらアグレッシヴなサウンドが融合したアップナンバー。
「PRIDE」等と同じく、作詞を川島亮祐、作曲をサクマリョウが手掛け、〈新時代への挑戦者（チャレンジャー）〉〈この未来が ずっと会いたかった未来と思える〉〈俺らから始めよう〉といった、前向きで自分たちを鼓舞するような歌詞が並ぶ。
その他、音楽スタッフが3年程前からデビュー曲に入れたいと言い続けていた〈Z to da A〉や、メンバーも気に入っているという〈裸足のまま走って、何度転んでも立って〉など、言葉のチョイスが「Aぇ! groupをわかっていないと書けない」と、ファンの間でも話題になった。
4月4日、X（旧・Twitter）にて、スペース（音声チャット機能）を用いた生配信が行われ、「#Aぇいきなりスペース」が世界・日本トレンド1位を独占する中、「《A》BEGINNING」の音源がサプライズで公開された。

## ミュージックビデオ
4月9日にグループのティザー映像が、4月12日にソロシーンを編集したティザー映像がそれぞれYouTubeで公開された後、4月15日にミュージックビデオがプレミア公開された。監督は大久保拓朗、振り付けはs**t kingzのshojiが担当しており、力強く大地を踏み締めるようなステップが印象的なダンスで構成されている。
撮影は、5月にスタートしたアリーナツアー「Aぇ! group Debut Tour 〜世界で1番AぇLIVE〜」の開催地でもあるサンドーム福井や、あわら市の宮谷石切場跡など、福井県内のさまざまな場所で、冷たい雨が降る過酷な状況もある中、2日間にわたって行われた。なお、サンドーム福井がMV撮影に使われるのは史上初のことであり、メンバーの佐野晶哉が以前、チャレンジ系の番組で得た賞金から、使用料66万円を支払った。
ミュージックビデオの公開を記念し、4月15日20時より、グループ公式YouTubeチャンネル初となる緊急生配信が行われ、ミュージックビデオへの想いや撮影時の裏話が語られた他、ハッシュタグ・キャンペーン「#Aぇの初MV」で投稿されるコメントをメンバーが紹介した。
ミュージックビデオは、4日後の4月19日時点で再生回数120万回を超え、トレンドランキングでは世界・日本のトレンド1位と2位を独占し、YouTubeの急上昇ランキングでも「人気急上昇中の音楽」で上位を席巻した。また、ミュージックビデオとは異なる、メンバーのソロシーンとバンドシーンのみで構成された「Solo Scene & Band Ver.」が4月26日に、本編MVでは見られない、細かく変化するフォーメーションや個人の特性を生かして振り付けられたダンスが堪能できる「Dance ver.」が5月3日にYouTubeで公開された。

## テレビ披露
テレビでは、4月20日放送の日本テレビ系『with MUSIC 2時間SP』に生出演し、「《A》BEGINNING」を地上波で初披露。真っ赤な衣装で歌うメンバーの姿に「#Aぇ初パフォ」のワードがX（旧・Twitter）のトレンド1位に急浮上した。
5月17日には、テレビ朝日系『ミュージックステーション』にグループ単独で初出演。一夜限りの特別演出で「《A》BEGINNING」を披露すると告知していたが、同日のVTR企画「度肝を抜かれた！衝撃のライブ登場シーン7選」のマイケル・ジャクソンが登場後、1分39秒の間、完全静止した伝説のシーンをオマージュし、CMをまたいで約2分44秒の静止後、サングラスを外して歌い始めるというパフォーマンスを披露した。

## チャート成績
オリコンでは、発売初日（店着日）である5月14日付のデイリーシングルランキングにおいて、47万8000枚を売り上げ、1位を獲得。翌日の5月15日付の同ランキングでも、5.9万枚を売り上げ、1位をキープ。累積売上は53.7万枚となり、2日間で50万枚を突破した。
その後、5月21日に発表された5月27日付の週間シングルランキングでは、Snow Man『LOVE TRIGGER/We'll go together』に続き、今年度2位となる初週売上62.5万枚で1位を獲得した。また、デビューシングルの初週売上としては、2018年6月4日付のKing & Prince『シンデレラガール』の57.7万枚を超え、歴代4位となった。
Billboard JAPANにおいても「Top Singles Sales」で、初週782,835枚を売り上げ、1位を獲得。こちらも、Snow Manの『LOVE TRIGGER/We'll go together』に次ぎ、2位となった。
7月3日に発表された「オリコン上半期ランキング2024」アーティスト別セールス部門にて、本シングルのみの期間内売上13.1億円で、新人ランキング1位を獲得した。